# Колцени (Бузау)
Колцени (рум. Colțeni) насеље је у Румунији у округу Бузау у општини Козиени. Oпштина се налази на надморској висини од 395 m.

## Становништво
Према подацима из 2002. године у насељу је живело 56 становника, од којих су сви румунске националности.